# Filippo Boncompagni
Filippo Boncompagni (Bolonya, Emília-Romanya, Itàlia, llavors als Estats Pontificis, 7 de setembre de 1548 - Roma, 9 de juny de 1586) va ser un cardenal italià del segle xvi. Era nebot del papa Gregori XIII (1572-1585), cosí del cardinal Filippo Guastavillani (1574), oncle del cardenal Francesco Boncompagni (1621), el besoncle de Girolamo Boncompagni (1664) i quadrioncle de Giacomo Boncompagni (1695).

## Biografia
Filippo Boncompagni va estudiar a la universitat de Bolonya. Va ser abat comandatari de S. Stefano a Bolonya i de S. Bartolomeo.
El papa Gregori XIII el fa Cardenal en el consistori del 2 de juny de 1572. El cardenal Boncompagni és superintendent general dels negocis de la Santa Seu, legat a latere a Venècia per felicitar el rei Enric III com a rei de França. Boncompagni va ser governador de Civita Castellana, gran penitenciari a partir de 1579 i prefecte de la Congregació del Concili a partir de 1580. L'any 1581 va ser nomenat arxipreste de la basílica Sant Lliberi.
El cardinal Boncompagni va participar al conclave de 1585 (elecció de Sixt V).